# Lampertswalde
Lampertswalde ist eine Gemeinde in Sachsen. Sie gehört zur Verwaltungsgemeinschaft Schönfeld im Landkreis Meißen.

## Geographie
Die Gemeinde liegt am Ostrand der Großenhainer Pflege am Übergang zum Westlausitzer Bergland. Die Nachbarstädte sind die Stadt Großenhain (10 km), Königsbrück (20 km) und Radeburg (13 km). Die Gemeinde grenzt nördlich an das Land Brandenburg, östlich bzw. südlich an die Gemeinden Schönfeld respektive Ebersbach und westlich an die Stadt Großenhain.

## Ortsgliederung
Ortsteile der Gemeinde sind Adelsdorf (Name der Gemeinde vom 30. September 1950 bis zum 30. April 1991 Dorf der Jugend), Blochwitz, Brockwitz, Brößnitz, Lampertswalde, Mühlbach, Oelsnitz-Niegeroda, Quersa, Schönborn und Weißig am Raschütz.
Die folgende Tabelle zeigt die Ortsteile Lampertswaldes mit ihren Einwohnerzahlen (Stand: 1. Januar 2015).
| Ortsteil           | Einwohner |
| ------------------ | --------- |
| Lampertswalde      | 918       |
| Weißig am Raschütz | 287       |
| Quersa             | 249       |
| Blochwitz          | 223       |
| Oelsnitz           | 204       |
| Adelsdorf          | 193       |
| Schönborn          | 175       |
| Brockwitz          | 138       |
| Brößnitz           | 80        |
| Niegeroda          | 64        |
| Mühlbach           | 50        |

## Geschichte
Das Dorf Lampertswalde wurde als Waldhufendorf angelegt. Im Jahr 1219 erfolgte die erste Erwähnung des Ortes nach einem Dokument aus dem Copialbuch (Abschriftensammlung) des Klosters in Meißen mit dem Namen Lamprechtiswalde.
Bereits am 1. Juli 1950 wurde der Ort Mühlbach eingegliedert. Am 1. Juli 1996 wurde die Gemeinde Quersa-Brockwitz eingemeindet, die am 1. Januar 1973 durch Zusammenschluss der beiden namengebenden Orte entstanden war. Am 1. Januar 1997 folgte der ehemals selbstständige Ort Adelsdorf. Schließlich wurde am 1. Januar 1999 Schönborn eingemeindet.
Zum 1. Januar 2012 wurde die Gemeinde Weißig am Raschütz nach Lampertswalde eingemeindet.

### Ortsnamenformen
1205: Lamprehtswalt, [1220]: Lamprechtiswalde, 1398: Lampirczwalde, 1540: Lamperßwalde, 1849: Lampertswalda, 1875: Lampertswalde b. Großenhain

### Verwaltungszugehörigkeit
1406: Pflege Großenhain, 1547: Amt Großenhain, 1764: Amt Großenhain, 1816: Amt Großenhain, 1843: Amt Großenhain, 1856: Gerichtsamt Großenhain, 1875: Amtshauptmannschaft Großenhain, 1952: Kreis bzw. Landkreis Großenhain, 1994: Landkreis Riesa-Großenhain, 2008: Landkreis Meißen

### Einwohnerentwicklung
| Jahr    | Einwohner                                              |
| ------- | ------------------------------------------------------ |
| 1547/51 | 27 besessene Mann, 23 Inwohner, 31 3/4 Hufen           |
| 1764    | 30 besessene Mann, 3 Häusler, 31 Hufen je 5–6 Scheffel |
| 1834    | 0.214                                                  |
| 1871    | 0.276                                                  |
| 1890    | 0.308                                                  |
| 1910    | 0.440                                                  |
| 1925    | 0.477                                                  |
| 1939    | 0.544                                                  |
| 1946    | 0.806                                                  |
| 1950    | 0.976                                                  |
| 1964    | 0.860                                                  |
| 1990    | 1.089                                                  |
| 2000    | 2.051                                                  |

## Sehenswürdigkeiten

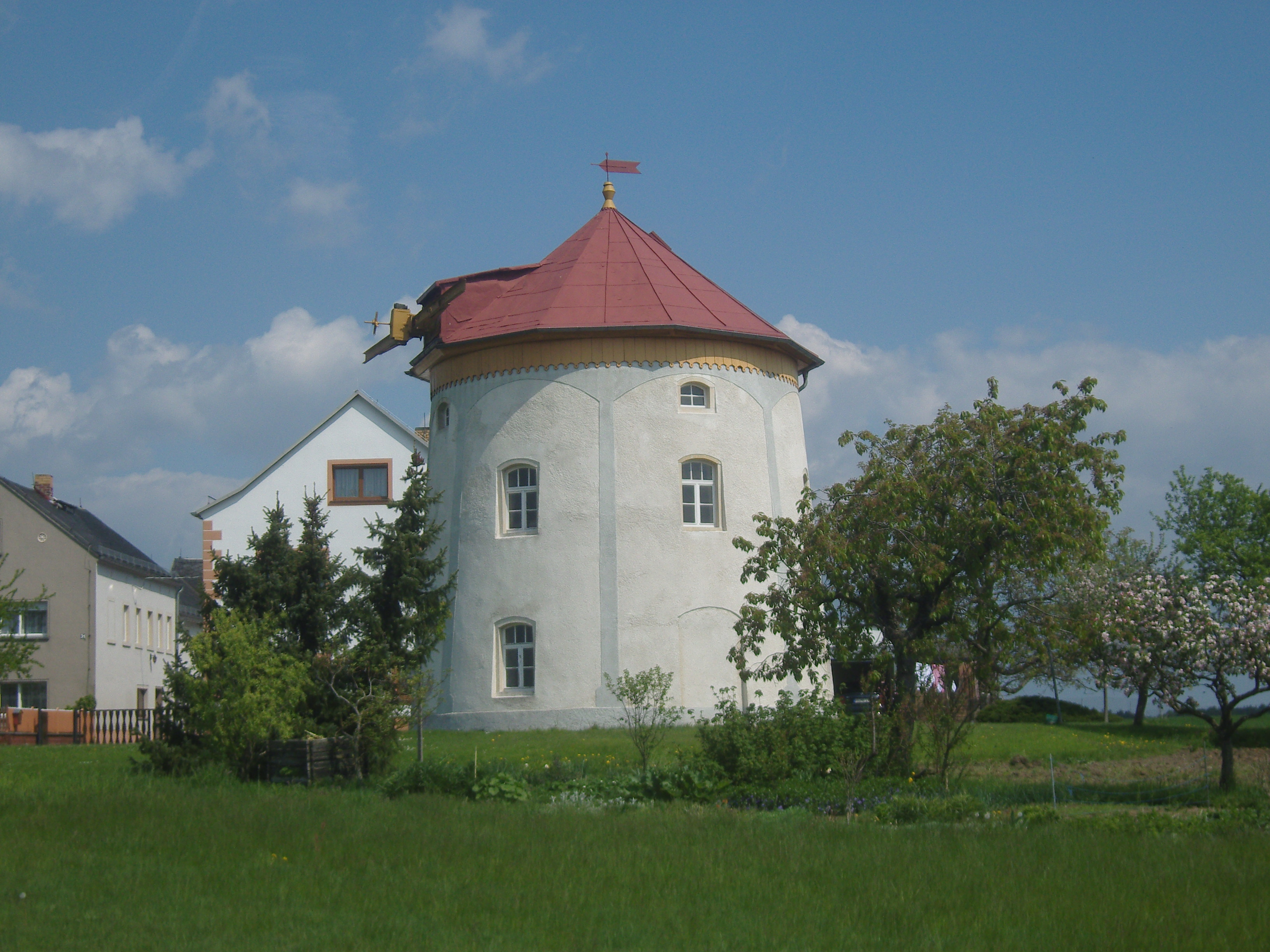
Windmühle in Schönborn

- siehe auch: Liste der Kulturdenkmale in Lampertswalde
- Turmwindmühle und historische Windturbine sowie Kriegerdenkmal für die Gefallenen des Ersten Weltkriegs in Schönborn
- Originalreststück und Nachbildung des Kursächsischen Viertelmeilensteines Nr. 51 von 1722 vor dem Dorfgemeinschaftshaus Quersa, der an der Poststraße im Zuge der Via Regia bei Quersa stand
- Martinskirche, seit 1883 unter diesem Namen (Martin Luther soll in Lampertswalde gepredigt haben), die älteste Erwähnung einer Kirche im Ort ist aus dem Jahr 1206 überliefert. Der Altarraum wurde 1973 durch den sächsischen Künstler Werner Juza gestaltet.[14]

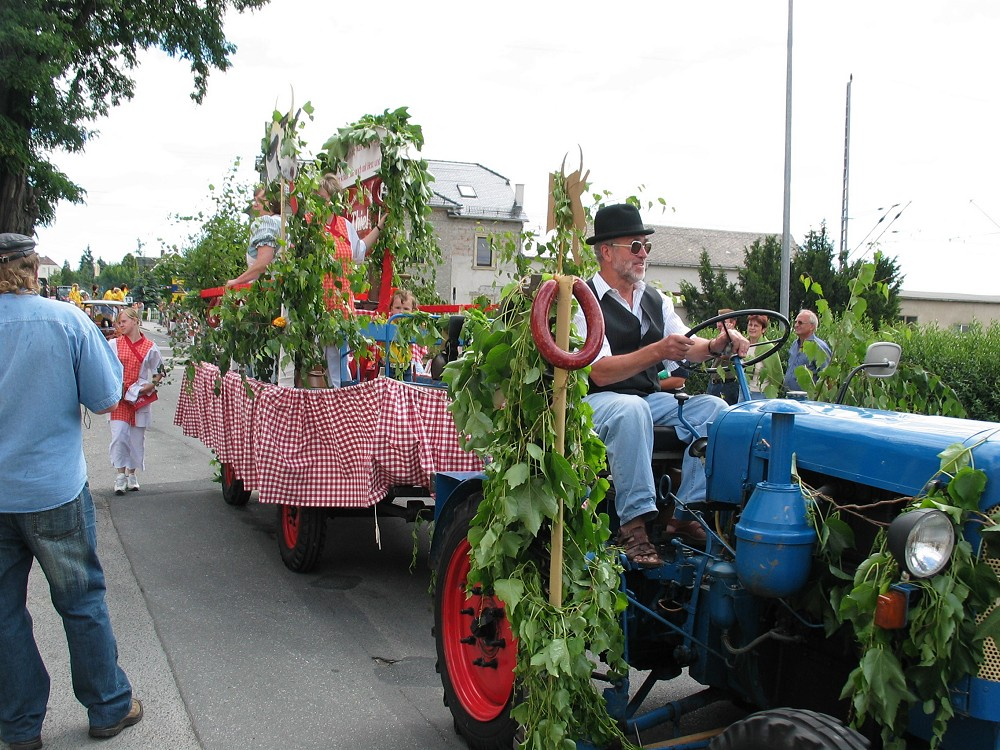
Festumzug zur 800-Jahr-Feier (2006)
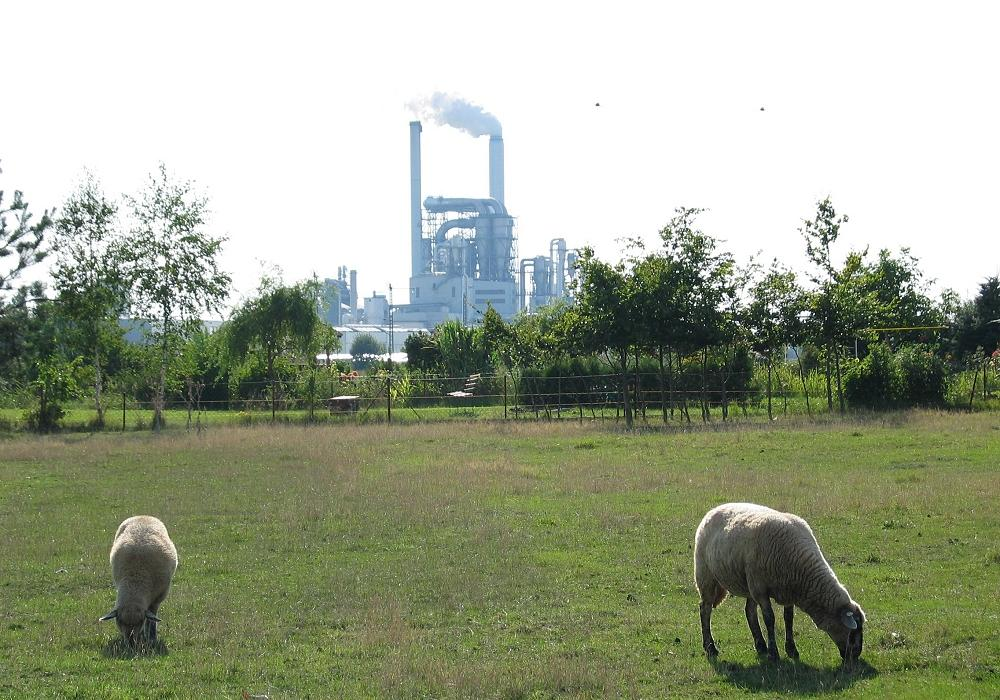
Das Werk der Firma Kronospan
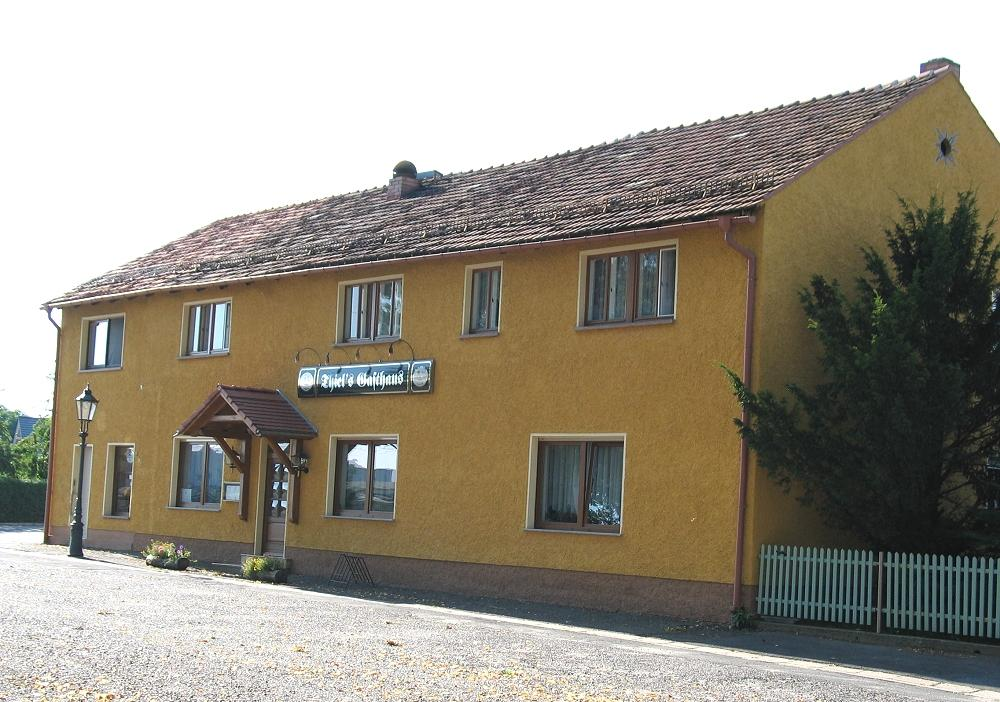
Thiels Gasthaus
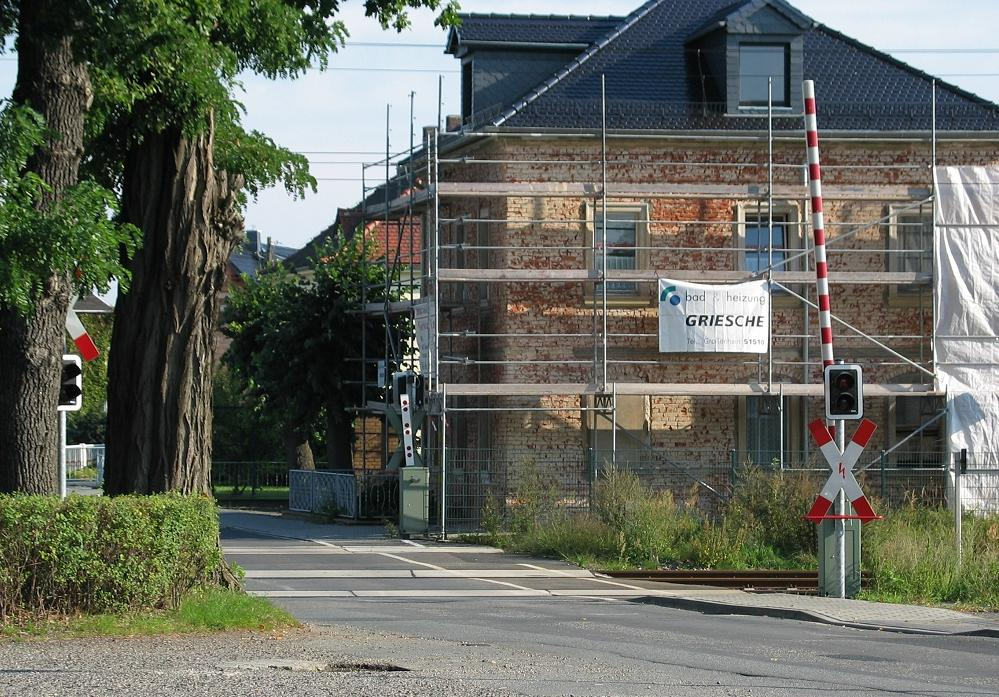
Bahnübergang

### Gedenkstätten
- Gedenkstein an der Straße nach Skaup für sieben KZ-Häftlinge, die am Ende des Zweiten Weltkrieges von SS-Männern ermordet wurden

## Politik

### Gemeinderat
Nach der Gemeinderatswahl am 9. Juni 2024 ist die Sitzverteilung im Gemeinderat wie folgt:
- Sportverein Lampertswalde e. V.: 5 Sitze
- Gemeinderatsliste Am Raschütz: 5 Sitze
- CDU: 2 Sitze
- Männergesangverein Lampertswalde: 1 Sitz (ein Sitz bleibt mangels Kandidaten unbesetzt)
- Freie Wähler Lampertswalde: 1 Sitz

| Insgesamt 14 Sitze - SVL: 5 - Am R.: 5 - MGV: 1 - CDU: 2 - FW L.: 1 Der Männergesangverein kann einen Sitz nicht besetzen. Der Gemeinderat verkleinert sich entsprechend. | Wahlvorschlag                                  | 2024   | 2024   | 2019   | 2019   | 2014    | 2014    |
| Insgesamt 14 Sitze - SVL: 5 - Am R.: 5 - MGV: 1 - CDU: 2 - FW L.: 1 Der Männergesangverein kann einen Sitz nicht besetzen. Der Gemeinderat verkleinert sich entsprechend. | Wahlvorschlag                                  | Sitze  | in %   | Sitze  | in %   | Sitze   | in %    |
| Insgesamt 14 Sitze - SVL: 5 - Am R.: 5 - MGV: 1 - CDU: 2 - FW L.: 1 Der Männergesangverein kann einen Sitz nicht besetzen. Der Gemeinderat verkleinert sich entsprechend. | Sportverein Lampertswalde e. V. (SVL)          | 5      | 34,4   | 6      | 34,0   | 5       | 34,6    |
| Insgesamt 14 Sitze - SVL: 5 - Am R.: 5 - MGV: 1 - CDU: 2 - FW L.: 1 Der Männergesangverein kann einen Sitz nicht besetzen. Der Gemeinderat verkleinert sich entsprechend. | Gemeinderatsliste Am Raschütz (GRL)            | 5      | 29,5   | 4      | 22,2   | –       | –       |
| Insgesamt 14 Sitze - SVL: 5 - Am R.: 5 - MGV: 1 - CDU: 2 - FW L.: 1 Der Männergesangverein kann einen Sitz nicht besetzen. Der Gemeinderat verkleinert sich entsprechend. | Männergesangsverein Lampertswalde (MGV)        | 1      | 16,5   | 1      | 13,9   | 1       | 113     |
| Insgesamt 14 Sitze - SVL: 5 - Am R.: 5 - MGV: 1 - CDU: 2 - FW L.: 1 Der Männergesangverein kann einen Sitz nicht besetzen. Der Gemeinderat verkleinert sich entsprechend. | CDU                                            | 2      | 12,5   | 1      | 10,9   | 4       | 23,6    |
| Insgesamt 14 Sitze - SVL: 5 - Am R.: 5 - MGV: 1 - CDU: 2 - FW L.: 1 Der Männergesangverein kann einen Sitz nicht besetzen. Der Gemeinderat verkleinert sich entsprechend. | Freie Wähler Lampertswalde (FWL)               | 1      | 7,0    | 1      | 6,7    | 1       | 5,6     |
| Insgesamt 14 Sitze - SVL: 5 - Am R.: 5 - MGV: 1 - CDU: 2 - FW L.: 1 Der Männergesangverein kann einen Sitz nicht besetzen. Der Gemeinderat verkleinert sich entsprechend. | Blochwitzer Gesellschaftsverein 94 e. V. (BGV) | –      | –      | 1      | 6,3    | 1       | 6,9     |
| Insgesamt 14 Sitze - SVL: 5 - Am R.: 5 - MGV: 1 - CDU: 2 - FW L.: 1 Der Männergesangverein kann einen Sitz nicht besetzen. Der Gemeinderat verkleinert sich entsprechend. | Wählervereinigung Gemeinsame Zukunft (WGZ)     | –      | –      | 1      | 6,1    | –       | –       |
| Insgesamt 14 Sitze - SVL: 5 - Am R.: 5 - MGV: 1 - CDU: 2 - FW L.: 1 Der Männergesangverein kann einen Sitz nicht besetzen. Der Gemeinderat verkleinert sich entsprechend. | Heimatverein Oelsnitz e. V.                    | –      | –      | –      | –      | –       | 4,6     |
| Insgesamt 14 Sitze - SVL: 5 - Am R.: 5 - MGV: 1 - CDU: 2 - FW L.: 1 Der Männergesangverein kann einen Sitz nicht besetzen. Der Gemeinderat verkleinert sich entsprechend. | SPD                                            | –      | –      | –      | –      | 1       | 7,1     |
| Insgesamt 14 Sitze - SVL: 5 - Am R.: 5 - MGV: 1 - CDU: 2 - FW L.: 1 Der Männergesangverein kann einen Sitz nicht besetzen. Der Gemeinderat verkleinert sich entsprechend. | IG Dorffest Weißig a.R. (IGD)                  | –      | –      | –      | –      | 1       | 6,7     |
| Insgesamt 14 Sitze - SVL: 5 - Am R.: 5 - MGV: 1 - CDU: 2 - FW L.: 1 Der Männergesangverein kann einen Sitz nicht besetzen. Der Gemeinderat verkleinert sich entsprechend. | Wahlbeteiligung                                | 77,5 % | 77,5 % | 75,6 % | 75,6 % | 71, 6 % | 71, 6 % |

### Bürgermeister
Bürgermeister ist seit 2019 René Venus (Sportverein Lampertswalde).
| Wahl | Bürgermeister     | Vorschlag                       | Wahlergebnis (in %) |
| ---- | ----------------- | ------------------------------- | ------------------- |
| 2019 | René Venus        | Sportverein Lampertswalde e. V. | 69,5                |
| 2012 | Wolfgang Hoffmann | CDU                             | 77,0                |
| 2007 | Wolfgang Hoffmann | CDU                             | 98,1                |
| 1994 | Wolfgang Hoffmann | Hoffmann                        | 97,7                |

## Wirtschaft

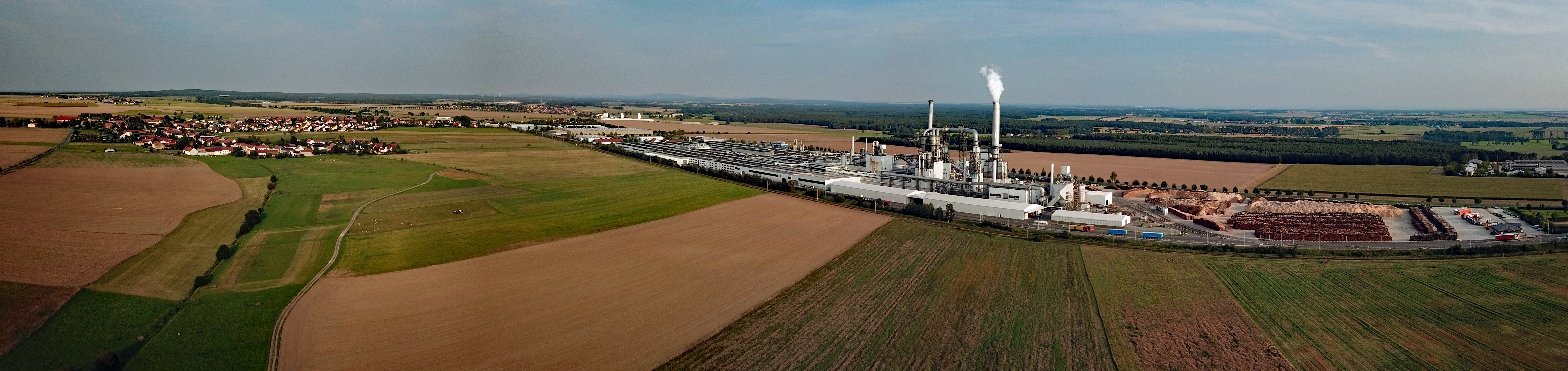
Luftbildpanorama von Lampertswalde mit Industriegebiet

Größter Arbeitgeber in der Region ist die Firma Kronospan; das Werk wurde 1993–94 von der Union-Bau AG errichtet.

## Verkehr
Lampertswalde liegt an der Bahnstrecke Großenhain–Cottbus. Dort besteht stündlicher Anschluss in Richtung Ruhland und Dresden, die Züge verkehren als RE 15 und RE 18 der DB Regio Nordost. Außerdem verläuft die B 98 durch die Gemeinde. Die östlich der Gemeinde verlaufende A 13 ist über die Anschlüsse Schönborn und Thiendorf zu erreichen.

## Persönlichkeiten
- Horst-Joachim Christoph (1922–1976), Tierarzt und Hochschullehrer